# Mingren
Le Mingren (Chinois: 名人; Pinyin: Míng Rén, littéralement : "brillant homme"), est une compétition de jeu de go en Chine. Cette compétition est l'équivalent en Chine, du Meijin au Japon et du Myungin en Corée du Sud.

## Organisation
Le Mingren est organisé par la fédération chinoise Zhongguo Qiyuan et sponsorisé par le journal Le Quotidien du Peuple. 64 joueurs s'affrontent pour pouvoir participer ensuite à un préliminaire à 16 joueurs. Le préliminaire prend la forme d'un tournoi à élimination directe, dont la finale se joue sur 3 parties. Le vainqueur du tournoi préliminaire devient le challenger du titre, et affronte alors le tenant du titre, en 5 parties. Le vainqueur du titre reçoit la somme de 25 000 yuan.

## Vainqueurs
| édition | Année | joueur            |
| ------- | ----- | ----------------- |
| 1       | 1988  | Liu Xiaoguang     |
| 2       | 1989  | Ma Xiaochun       |
| 3       | 1990  | Ma Xiaochun       |
| 4       | 1991  | Ma Xiaochun       |
| 5       | 1992  | Ma Xiaochun       |
| 6       | 1993  | Ma Xiaochun       |
| 7       | 1994  | Ma Xiaochun       |
| 8       | 1995  | Ma Xiaochun       |
| 9       | 1996  | Ma Xiaochun       |
| 10      | 1997  | Ma Xiaochun       |
| 11      | 1998  | Ma Xiaochun       |
| 12      | 1999  | Ma Xiaochun       |
| 13      | 2000  | Ma Xiaochun       |
| 14      | 2001  | Ma Xiaochun       |
| 15      | 2002  | Zhou Heyang       |
| 16      | 2003  | Qiu Jun           |
| 17      | 2004  | Gu Li             |
| 18      | 2005  | Gu Li             |
| 19      | 2006  | Gu Li             |
| 20      | 2007  | Gu Li             |
| 21      | 2008  | Gu Li             |
| 22      | 2009  | Gu Li             |
| 23      | 2010  | Jiang Weijie (en) |
| 24      | 2011  | Jiang Weijie (en) |
| 25      | 2012  | Tan Xiao (en)     |
| 26      | 2013  | Chen Yaoye (en)   |
| 27      | 2014  | Chen Yaoye (en)   |
| 28      | 2015  | Lian Xiao (en)    |
| 29      | 2016  | Lian Xiao (en)    |
| 30      | 2017  | Lian Xiao (en)    |
| 31      | 2018  | Mi Yuting         |
| 32      | 2019  | Mi Yuting         |
| 33      | 2023  | Mi Yuting         |